# Соснова вулиця (Київ, Новобіличі)
Сосно́ва ву́лиця — вулиця у Святошинському районі міста Києва, місцевість Новобіличі. Пролягає від вулиці Олега Мудрака до вулиці Рахманінова.
Прилучається Рубежівська вулиця.

## Історія
Вулиця виникла у першій половині XX століття під назвою 393-а Нова. Сучасна назва — з 1944 року.